# هانز هاينريش فون تواردوفسكي
هانز هاينريش فون تواردوفسكي، من مواليد 5 مايو 1898، وتوفي بتاريخ 19 نوفمبر 1958، وهو ممثل سينمائي ألماني، شارك في عدة أفلام، ومنها فيلم اعترافات جاسوس نازي.